# La Princesse (nouvelle)
La Princesse est une nouvelle ironique de sept pages d’Anton Tchekhov (en russe : «Княгиня» Kniaguinia) parue en 1889.

## Historique
La Princesse est initialement publiée dans la revue russe Temps nouveaux, numéro  4696, du 26 mars 1889, signée A.Tchekhov.

## Résumé
La princesse Véra Gavrilovna, vingt-neuf ans, séparée de son mari, arrive dans un riche équipage au monastère de X… pour y passer la nuit. Le lendemain, elle y croise dans le jardin le docteur Ivanovitch qui était auparavant à son service.

Elle veut lui montrer de la sympathie à la suite de son récent veuvage. Lui reste froid. Elle lui en demande la raison et lui, tel un barrage qui se rompt, lui assène toutes les erreurs qu’elle a commises dans son domaine, le dégoût qu’elle montrait envers les autres, la comédie de la bienfaisance, son licenciement sans raison… C’en est trop pour la princesse. Elle le quitte et rentre, l’esprit confus.

Le lendemain, le médecin s’excuse des propos qu’il a tenus la veille. Tout est redevenu normal pour la princesse, tout le monde l’aime : « Que je suis heureuse ».

## Extraits
- La princesse : « Ah, merci, sinon j'allais penser que vous aussi vous aviez oublié votre princesse. »
- Le Docteur Ivanovitch : « Je veux dire que vous regardez tout le monde à la façon de Napoléon, comme de la chair à canon. Mais Napoléon lui avait une idée, tandis que vous hormis le dégoût, vous n'avez rien !. »

## Édition française
- La Princesse, traduit par Édouard Parayre, Éditions Gallimard, Bibliothèque de la Pléiade, 1970  (ISBN 2-07-010550-4)